# Stockey
Stockey ist ein Ortsteil in der ehemaligen selbstständigen Gemeinde Voßwinkel in der Stadt Arnsberg mit 14 Häusern bei rd. 50 Einwohnern. Alle Häuser liegen auf einer Straßenseite.
Stockey liegt nordwestlich von Schloss Höllinghofen an der Kreisstraße K22 von Voßwinkel nach Echthausen. 

## Geschichte
Stockey bedeutet etwa „da wo die Baumstümpfe sind“ bzw. eine Fläche mit Niederwald, die vor der Besiedlung hier bestanden hat.
Einer alten Karte aus dem Besitz von Schloss Höllinghofen kann man entnehmen, dass sich die ersten Siedler im Jahr 1781 im Stockey niederließen. Sie waren Ackersknechte, Waldarbeiter, Leinenweber und Tagelöhner, die zum größten Teil im Dienste von Schloss Höllinghofen standen. In den Kirchenbüchern der Pfarrei St. Urbanus Voßwinkel sind die ersten Eintragungen um 1805 verzeichnet.

## Persönlichkeiten
- Heinrich Giese (1863–1937), Hofrat in Wien und Beichtvater Kaiser Franz Josephs I., Reformer des Lehrerbildungswesens in Österreich, Gründer von Heimen für Mädchen und Kinder, Präsident des Caritasverbandes der Erzdiözese Wien
- Caspar Risse (1850–1923), gelisteter Landschaftsmaler der Düsseldorfer Malerschule, Kunstakademie Düsseldorf von 1866 bis 1872, findet sich in der Schüler-Liste der Dücker-Schule. Bekanntestes Aquarell-Bild: Das Berger Tor, 1917, hängt im Stadtmuseum Düsseldorf[2]